# Bredåtjärnen, Härjedalen
Bredåtjärnen är en sjö i Härjedalens kommun i Härjedalen och ingår i Göta älvs huvudavrinningsområde. Sjön har en area på 0,176 kvadratkilometer och ligger 777,3 meter över havet. Bredåtjärnen ligger i Rogen Natura 2000-område.

## Delavrinningsområde
Bredåtjärnen ingår i det delavrinningsområde (691389-132317) som SMHI kallar för Utloppet av Bredåtjärnen. Medelhöjden är 790 meter över havet och ytan är 0,57 kvadratkilometer. Räknas de 4 avrinningsområdena uppströms in blir den ackumulerade arean 1,17 kvadratkilometer. Vattendraget som avvattnar avrinningsområdet har biflödesordning 3, vilket innebär att vattnet flödar genom totalt 3 vattendrag innan det når havet efter 719 kilometer. Avrinningsområdet består mestadels av skog (69 procent). Avrinningsområdet har 0,18 kvadratkilometer vattenytor vilket ger det en sjöprocent på 30,7 procent.